# The 7th Blues
『The 7th Blues』（ザ・セヴンス・ブルーズ）は、日本のロック・ユニット、B'zの2枚組オリジナル・アルバムである。なお、「Blues」の読み方は、「ブルース」ではなく「ブルーズ」だが、メンバーはどちらでも良いと述べている。

## 概要
前作『RUN』より約1年5ヶ月ぶりのリリースで、B'z初の2枚組オリジナル・アルバムである。直近5作のB'zのオリジナル・アルバムの収録曲数は10曲〜11曲であったのに比べ、本作はDISC1とDISC2合わせた収録曲数は20曲となっており、ほぼ倍のボリュームになっている。
アルバムタイトルは「7枚目のオリジナル・アルバム」ということに加え、ブルースでよく使われる「7thコード」をもじったもので、松本曰く「酔った時の思いつき」とのこと。しかし、本作はブルースのみならず、ジャズ、ソウル、サイケデリックなど多くのジャンルを取り入れている。様々な楽器が使用され、特にブラスが多用されている。また、他のアルバムに比べ演奏時間が長い曲が多く、6分を超える曲が6曲あり、半数の曲が5分を超えている。
歌詞カードには曲ごとに松本が使用したギターが記載されている。
松本は、「作っていくうちに少し欲が出て、“2枚組もどうか？”という話も出たけど、そのためには曲も時間も必要になるでしょ？だからレコーディングの前半は弱気にもなった。でも後半になってから、“ここまで来たらいこう！”と思うようになった。同じ曲は作らないとか、バリエーションのことは考えずに、最初から出来たものをどんどんレコーディングしていった。10曲を2枚組にするとバランスが悪いから、12〜3曲出来たあたりから少しバランスを考え出した。」とコメントしている。稲葉は本作（2枚組）の制作は自然の流れの延長だったとし、通常の1枚ものの制作と意識は変わらず、時間はかかってもレコーディングのやり方は変わっていないと述べている。
前作『RUN』以降に発売されたシングルのうち、「愛のままにわがままに 僕は君だけを傷つけない」と「裸足の女神」は未収録となった。
なお、需要減少により本作限りでアルバムのカセットテープの生産・販売を中止した。
ミキシングエンジニアは、後にグリーン・デイなどを手掛けるクリス・ロード・エルジが担当。また、レコーディングには東京スカパラダイスオーケストラなど多くのミュージシャンが参加している。
当時のインタビューで松本は、これまでは意識して売れる作品を提供してきたと認めた上で「今までは僕らのことをアイドル的に見てる人もいた」「このアルバムには自分達のルーツみたいなのがはっきりと出ている。それをこれからの人達にも伝えたい」と答え、翌年のインタビューでは「去年(『The 7th Blues』)はこちらから啓蒙させようという意識があった」と述べている。また、2008年のタワーレコードの携帯サイトでは「『The 7th Blues』は当時の邦楽で一番洋楽の音に近く、そこから洋楽を聴く人が増えた」と指摘し、「邦楽と洋楽の距離を縮めた啓蒙的作品」という評価もある。
また、稲葉は当時「これからの基本姿勢ができた」と本作を気に入っており、松本も後に「大きなターニングポイントとなった」と語っている。
2018年に結成30周年記念として『DINOSAUR』までのオリジナル・アルバムと共にアナログレコード化された。

## 記録
- オリコンチャートで3週連続1位となり、累計売上約163万枚と2枚組オリジナル・アルバムとしては史上初のミリオンセラーとなり[注釈 3]、2枚組以上のオリジナル・アルバムでは歴代最高の売上を記録。

## 収録曲
| 全作詞: 稲葉浩志、全作曲: 松本孝弘、全編曲: 松本孝弘・明石昌夫。 |                                                                |          |            |      |
| #                                                                | タイトル                                                       | 作詞     | 作曲・編曲 | 時間 |
| 1.                                                               | 「LOVE IS DEAD」(ホーン配置・アレンジ:勝田かず樹（DIMENSION）) | 稲葉浩志 | 松本孝弘   | 6:18 |
| 2.                                                               | 「おでかけしましょ」                                           | 稲葉浩志 | 松本孝弘   | 3:27 |
| 3.                                                               | 「未成年」                                                     | 稲葉浩志 | 松本孝弘   | 4:33 |
| 4.                                                               | 「闇の雨」                                                     | 稲葉浩志 | 松本孝弘   | 4:48 |
| 5.                                                               | 「MY SAD LOVE」                                                | 稲葉浩志 | 松本孝弘   | 3:58 |
| 6.                                                               | 「Queen of Madrid」                                            | 稲葉浩志 | 松本孝弘   | 4:49 |
| 7.                                                               | 「ヒミツなふたり」                                             | 稲葉浩志 | 松本孝弘   | 4:01 |
| 8.                                                               | 「Strings of My Soul」                                         | 稲葉浩志 | 松本孝弘   | 5:51 |
| 9.                                                               | 「赤い河」                                                     | 稲葉浩志 | 松本孝弘   | 6:21 |
| 10.                                                              | 「WILD ROAD」                                                  | 稲葉浩志 | 松本孝弘   | 4:20 |
| 合計時間:                                                        | 合計時間:                                                      | 48:26    |            |      |

| #         | タイトル                                                | 作詞  | 作曲・編曲 | 時間 |
| --------- | ------------------------------------------------------- | ----- | ---------- | ---- |
| 1.        | 「Don't Leave Me」                                      |       |            | 4:23 |
| 2.        | 「Sweet Lil' Devil」                                    |       |            | 6:13 |
| 3.        | 「THE BORDER」                                          |       |            | 4:50 |
| 4.        | 「JAP THE RIPPER」                                      |       |            | 5:51 |
| 5.        | 「SLAVE TO THE NIGHT」                                  |       |            | 5:08 |
| 6.        | 「春」                                                  |       |            | 5:39 |
| 7.        | 「破れぬ夢をひきずって」(ストリングスアレンジ:日色純一) |       |            | 6:26 |
| 8.        | 「LADY NAVIGATION」                                     |       |            | 6:09 |
| 9.        | 「もうかりまっか」                                      |       |            | 3:16 |
| 10.       | 「farewell song」                                       |       |            | 6:22 |
| 合計時間: | 合計時間:                                               | 54:17 |            |      |

## 楽曲解説

### DISC 1
1. LOVE IS DEAD
  - イントロダクションとして外国人の電話での会話が挿入されている。
  - シリアスな歌詞に、打ち込みのオルガンと生のブラスセクションをフィーチャーしている。
  - ベスト・アルバム『B'z The Best "ULTRA Treasure"』のファン投票では24位にランクインし[10]、冒頭の電話での会話部分がカットされたバージョンで収録された。また、『The Complete B'z』にはボーナス・トラックとしてライブ音源が収録されていた。
  - 2003年に行われた『B'z SHOWCASE 2003 "IT'S SHOWCASE!!"』、『B'z LIVE-GYM The Final Pleasure "IT'S SHOWTIME!!"』で約9年ぶりに演奏され、2010年に行われた『B'z LIVE-GYM 2010 "Ain't No Magic"』でも演奏された。2020年に行われた無観客配信ライブ『B'z SHOWCASE 2020 -5 ERAS 8820-』のDay2ではオープニングナンバーとして演奏され、冒頭の電話での会話が新しいバージョンに変更された[11][12]。
2. おでかけしましょ
  - テレビ朝日系『ミュージックステーション』（1994年3月11日放送回）に出演した際に、「Don't Leave Me」と共に披露された[13]。
  - 2007年に行われた『B'z SHOWCASE 2007 -19-』、『B'z SHOWCASE 2007 -B'z In Your Town-』ではアンコールラストナンバーとして約13年ぶりに演奏され、2020年の無観客配信ライブ『B'z SHOWCASE 2020 -5 ERAS 8820-』のDay2でも演奏された[11]。
3. 未成年
  - 大人の世界に入れてもらえない未成年を歌っている。
  - ギターソロ以降の間奏は生ドラムの代わりにサンプリング・ループが使われたり、エンディングではピアノがソロを取りジャズ的アプローチになったりと、目まぐるしく展開する。
  - 2008年に行われた『B'z LIVE-GYM 2008 "ACTION"』で約14年ぶりに演奏された。
4. 闇の雨
  - 2013年に行われた『B'z Special LIVE at EX THEATER ROPPONGI』で約19年ぶりに演奏され、51stシングル『有頂天』の特典DVDにて初映像化となった。2020年の無観客配信ライブ『B'z SHOWCASE 2020 -5 ERAS 8820-』のDay2でも演奏された[11]。
5. MY SAD LOVE
  - 昔の恋を煩い悩んでいる女性と付き合っている男性の感情がテーマになっている。
  - 2009年に行われた『B'z SHOWCASE 2009 "B'z In Your Town"』で約15年ぶりに演奏された。
6. Queen of Madrid
  - 歌詞はマドリードについて女性目線で歌っている。
7. ヒミツなふたり
  - 歌詞では、倦怠感に差しかかりつつあるカップルの男性側の心情が描かれている[14]。
  - 歌詞中の「男は無口な方がいいと誰か 歌ったなあ」の「誰か」は八代亜紀のことで、「舟唄」の歌詞が元である[14][注釈 4]。
8. Strings of My Soul
  - 松本のギターがメロディを奏でる長編インストゥルメンタル。
  - 元々は、1993年に行われた『B'z LIVE-GYM '93 "RUN"』のソロコーナーで披露していたもの。
  - 松本のソロアルバム『House Of Strings』には別バージョンが、『Strings Of My Soul』の特典DVDには前述のライブで披露した時の映像が収録されている。
9. 赤い河
  - 約1分40秒にも及ぶストリングスのイントロから始まる。
  - 2017年から翌年にかけて行われた『B'z LIVE-GYM 2017-2018 “LIVE DINOSAUR”』でも演奏された[15]。
10. WILD ROAD
  - ハモンドオルガンとディストーションギターが要となっている。
  - バンド構成・編曲自体は簡潔だが、ハモンドオルガンやボーカル、コーラスで厚みがだされている。
  - B'zの楽曲で唯一、メンバー以外の人物（高嶋りん）がボーカルのメインパートを一部歌っている。ライブでは、このパートの歌詞が一部変更され稲葉自身による歌唱で演奏された。
11. JAP THE RIPPER (LIVE ver.)
  - 台湾盤、香港盤にのみ収録されているボーナス・トラック。音源は、過去の映像作品のもの。

### DISC 2
1. Don't Leave Me
  - 14thシングル。本作の先行シングル[16]。
2. Sweet Lil' Devil
  - ギターリフやバンドのユニゾンが多く、ボーカルを含め各パートの即興的要素も多分にあり、当時のサポートメンバーとで組まれたバンドとしての一体感が現れている。
  - ギターソロ後の疑似ライブのようなパートは、レッド・ツェッペリンの「HeartBreaker」の間奏を演奏している。
  - アルバムツアー『B'z LIVE-GYM '94 "The 9th Blues"』の〈PART1〉では、オープニングナンバーとして演奏された。その際の一部公演ではこの曲の間奏で様々な洋楽のカバーが日替わりで演奏され[注釈 5]、続く〈PART2〉では「GIMME YOUR LOVE -不屈のLOVE DRIVER-」の一部が演奏された。
3. THE BORDER
  - ストリングスのアレンジが前面に出た楽曲。
  - 女性コーラス群やワウエフェクトのかかったギターなど、ファンクやソウル・R&Bのようなアレンジが施されている。
  - アルバムツアーでは演奏されず、現在もライブ未演奏である。
4. JAP THE RIPPER
  - 1993年に行われた『B'z LIVE-GYM Pleasure '93 "JAP THE RIPPER"』で未発表曲として演奏された。
  - 2001年に行われたツアー『B'z LIVE-GYM 2001 "ELEVEN"』以降長らく演奏されていなかったが、2023年に行われたツアー『B'z LIVE-GYM Pleasure 2023 -STARS-』で約22年ぶりに演奏された[17][18]。
5. SLAVE TO THE NIGHT
  - 「ハートも濡れるナンバー 〜stay tonight〜」のリメイクバージョン。
  - 1992年に行われた『B'z LIVE-GYM Pleasure '92 "TIME"』、1993年に行われた『B'z LIVE-GYM Pleasure '93 "JAP THE RIPPER"』でのアレンジが元だが、歌詞は全英詞でタイトルごと作り直されており、曲構成も変更されている。サウンドデザインもブラスセクションだけではなく、女性コーラス群がフィーチャーされ、本作なりの形になっている。
  - 1分ほどのソロギター・イントロの中盤では、ジミ・ヘンドリックスの「Little Wing」のイントロを引用している[注釈 6]。
6. 春
  - 泣きのギターがイントロの全編短調のバラード。
  - 曲後半ではティンパニーが使用されている。
  - ベスト・アルバム『B'z The Best "ULTRA Treasure"』のファン投票では29位にランクインし、収録された[10]。
  - 2007年に行われた『B'z SHOWCASE 2007 -19-』で約13年ぶりに演奏された。
7. 破れぬ夢をひきずって
  - シンセチックな音色にギターが絡まってくるイントロから始まり、ストリングスによるスローテンポのアウトロで終わる。
8. LADY NAVIGATION
  - 8thシングルの全英詞リメイクバージョン。
  - 原曲は打ち込みを多用したアップテンポなデジタル・サウンドだったが、こちらは1993年に行われた『B'z LIVE-GYM Pleasure '93 "JAP THE RIPPER"』で披露したアコースティック・バージョンが元になっており、アコースティック・ギター、ベース、ピアノ、ドラム、ボーカル及び男性コーラスによるスローテンポのアコースティック・サウンドになっている。
  - 歌詞は「LADY NAVIGATION 〜Cookie&Car Stereo Style〜」と大体同じだが、一部が変更されており[注釈 7]、「SLAVE TO THE NIGHT」同様に曲構成も変わっている。
9. もうかりまっか
  - おもちゃの銃の発する電子音で始まる。本作の中で、ブルースという意味では、伝統的な12バー構成のブルース形式に最も忠実な楽曲。
  - レコーディングはバンドによる一発録りで行なわれた。歌詞は全て関西弁で、サポートメンバーの名前[注釈 8]が登場したりと面白おかしく描かれている。当時稲葉はスタジオでサポートメンバーがいる中で歌詞を制作しており、稲葉自身が関西出身ではなかったため、関西出身である明石（大阪府出身、兵庫県西宮市育ち）にニュアンスを確認しながら作詞が進められた。明石は当時を振り返り、稲葉から「借金を踏み倒して逃げるっていう表現でなんかいい言葉ない？」と尋ねられて「トンズラこく」という言葉を提案したり、「裏の飲み屋で朝まで行きましょうという歌詞で、飲み屋以外のいい言葉ない？」と尋ねられて「お好み」という言葉を提案したり、歌詞には明石のアイデアが多分に含まれていることを明かしている。また明石は歌詞にサポートメンバーが登場することについて、レコーディングの際には知らされていなかったとのことで、演奏中にいきなりメンバーや自分の名前が登場したために、大笑いしながらのレコーディングだったと当時を振り返っている[19]。
  - ライブでは歌詞を変更して稲葉が各メンバーに「もうかりまっか?」と問いかけ、それに対して各々が答えるという形式でメンバー紹介が行なわれた[20]。
  - 2020年の無観客配信ライブ『B'z SHOWCASE 2020 -5 ERAS 8820-』のDay2で約26年ぶりに演奏された[11]。この際、『B'z LIVE-GYM '94 "The 9th Blues"〈PART2〉』での演出を踏襲したぼやきコーナーが再現されたが、「港のヨーコ・ヨコハマ・ヨコスカ」の替え歌を挿入するなど新たなアレンジも加えられた。
10. farewell song
  - ブラスセクションのイントロから始まる楽曲で、全体的にコーラスやホーン、ストリングスが大々的に取り入れられている。
  - エンディングは、ビートルズの「ヘイ・ジュード」を意識したものになっている。
  - ちなみに、曲終了直前の歓声の中に、よく聴くと「こひしかるべき〜」と「LADY-GO-ROUND」の一節が歌われているのが分かるが、これもビートルズのオマージュ[注釈 9][23]。
11. Don't Leave Me (LIVE ver.)
  - 台湾盤、香港盤にのみ収録されているボーナス・トラック。音源は過去の映像作品のもの。

## 参加ミュージシャン
- 松本孝弘：ギター、エレクトリック・シタール（DISC1#3, 6・DISC2#2）、全曲作曲・編曲
- 稲葉浩志：ボーカル（DISC1 #8除く）、コーラス（DISC1 #8・DISC2 #7, 8, 9除く）、全曲作詞（DISC1 #8除く）
- 明石昌夫：ベース、マニピュレーター、全曲編曲
- 青山純：ドラム、ティンパニー（DISC2 #6）
- 増田隆宣：ハモンド・オルガン（DISC1 #2, 6, 10・DISC2 #1, 5）、アコースティック・ピアノ（DISC1 #8）
- 小野塚晃（DIMENSION）：アコースティック・ピアノ（DISC1 #1, 3, 4 DISC2 #6, 8, 9, 10）、コルグ SG-1.KORG（DISC1 #5）、ローズ・ピアノ（DISC2 #3）、エレクトリック・ピアノ (SG-1&DX-7)（DISC2 #7）
- 厚見玲衣（元VOW WOW）：ハモンド・オルガン（DISC2 #4）
- 勝田かず樹 (DIMENSION)：ホーン配置・アレンジ（DISC1 #1）
- 数原晋：ホーン・セクション（DISC1 #1）
- JAKE.H.CONCEPTION：ホーン（DISC1 #1）
- DE LA LUZ HORN SECSSION（オルケスタ・デ・ラ・ルス）：［寺内茂：トランペット・佐々木史郎：トランペット・福本佳仁：トランペット・中路英明：トロンボーン・青木タイセイ：トロンボーン（DISC1 #2, 7）］
- SKA-PARA HORNS（東京スカパラダイスオーケストラ）：［名古屋君義（現・NARGO）：トランペット・北原雅彦：トロンボーン・冷牟田竜之：アルト・サックス・GAMOU（現・GAMO）：テナー・サックス・谷中敦：バリトン・サックス（DISC1 #5・DISC2 #1, 5）］
- 菅坂雅彦：トランペット（DISC1 #9・DISC2 #6, 10）
- 横山均：トランペット（DISC1 #9・DISC2 #6, 10）
- 村上準一郎：トロンボーン（DISC1 #9・DISC2 #6, 10）
- 西山健治：トロンボーン（DISC1 #9・DISC2 #6, 10）
- 山岸博：ホルン（DISC1 #9・DISC2 #6, 10）
- 飯笹浩二：ホルン（DISC1 #9・DISC2 #6, 10）
- 妹尾隆一郎：ブルース・ハープ（DISC2 #1, 2）
- 日色ストリングス：ストリングス（DISC1 #8, 9・DISC2 #3, 7, 10）
- 日色純一：ストリングスアレンジ（DISC2 #7）
- 高嶋りん（現・浦嶋りんこ）：コーラス（DISC1 #3, 10・DISC2#1, 2, 3, 5, 10）
- 岩切玲子：コーラス（DISC1 #2）
- 生沢佑一：コーラス（DISC2 #1, 8）
- MICHELLE MURPHY：ギャングボイス（DISC1 #10・DISC2 #2, 4, 10）
- KURT SCHAELER：ギャングボイス（DISC1 #10・DISC2 #2, 4, 10）
- CAROL DAVIS：ギャングボイス（DISC1 #10・DISC2 #2, 10）
- BILL KINSLEY：ギャングボイス（DISC1 #10・DISC2 #2, 10）
- JEFF LOAD-ALGE：ギャングボイス（DISC1 #10・ DISC2 #2, 4）
- KOJI NUMAZAKI：ギャングボイス（DISC1 #10・ DISC2 #2, 4）
- J.D.COUNTS：ギャングボイス（DISC2 #4）

## ライブ映像作品
シングル曲については各作品の項目を参照
LOVE IS DEAD
- B'z LIVE-GYM 2010 "Ain't No Magic" at TOKYO DOME
- B'z SHOWCASE 2020 -5 ERAS 8820- Day1〜5

おでかけしましょ
- B'z The Best "ULTRA Pleasure"（特典DVD）
- B'z The Best "ULTRA Treasure"（特典DVD）
- B'z LIVE in なんば 2006 & B'z SHOWCASE 2007 -19- at Zepp Tokyo
- B'z SHOWCASE 2020 -5 ERAS 8820- Day1〜5

闇の雨
- 有頂天（特典DVD）
- B'z SHOWCASE 2020 -5 ERAS 8820- Day1〜5

Strings of My Soul
- Strings Of My Soul (特典DVD)

赤い河
- B'z LIVE-GYM 2017-2018 “LIVE DINOSAUR”

JAP THE RIPPER
- LIVE RIPPER
- "BUZZ!!" THE MOVIE
- The true meaning of "Brotherhood"? (DVD盤のみ収録)
- B'z LIVE-GYM 2001 -ELEVEN-
- B'z LIVE-GYM Pleasure 2023 -STARS-

春
- B'z The Best "ULTRA Treasure" (特典DVD)
- B'z LIVE in なんば 2006 & B'z SHOWCASE 2007 -19- at Zepp Tokyo

もうかりまっか
- B'z SHOWCASE 2020 -5 ERAS 8820- Day1〜5